# Żyrandol

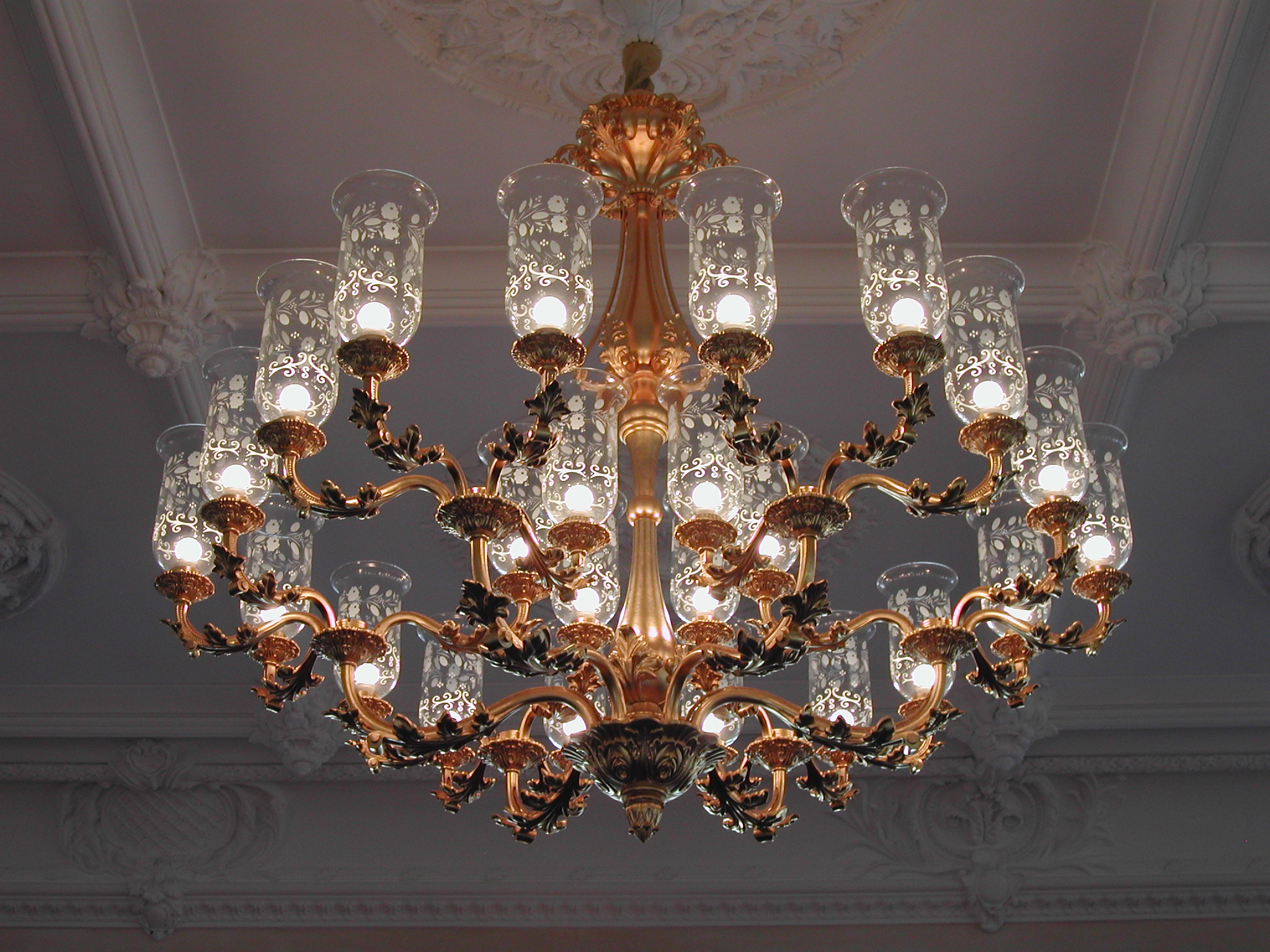
Żyrandol

Żyrandol (z fr. girandole) – zazwyczaj lampa elektryczna lub świecznik montowany do sufitu pomieszczenia. Występuje zarówno w mieszkaniach, jak i w wielkogabarytowych salach, holach i widowniach. Zawiera od jednego do bardzo wielu punktów świetlnych. W pomieszczeniach bardzo wielkich może mieć skomplikowaną konstrukcję i składać się z wielkiej ilości elementów ozdobnych, często szklanych lub kryształowych.
Żyrandole były używane już w średniowieczu w kościołach, klasztorach i zamkach dla lepszego oświetlania większych sal. Zazwyczaj miały postać drewnianego krzyża, przymocowanego linami do powały, na ramionach którego umieszczano świece.

## Galeria

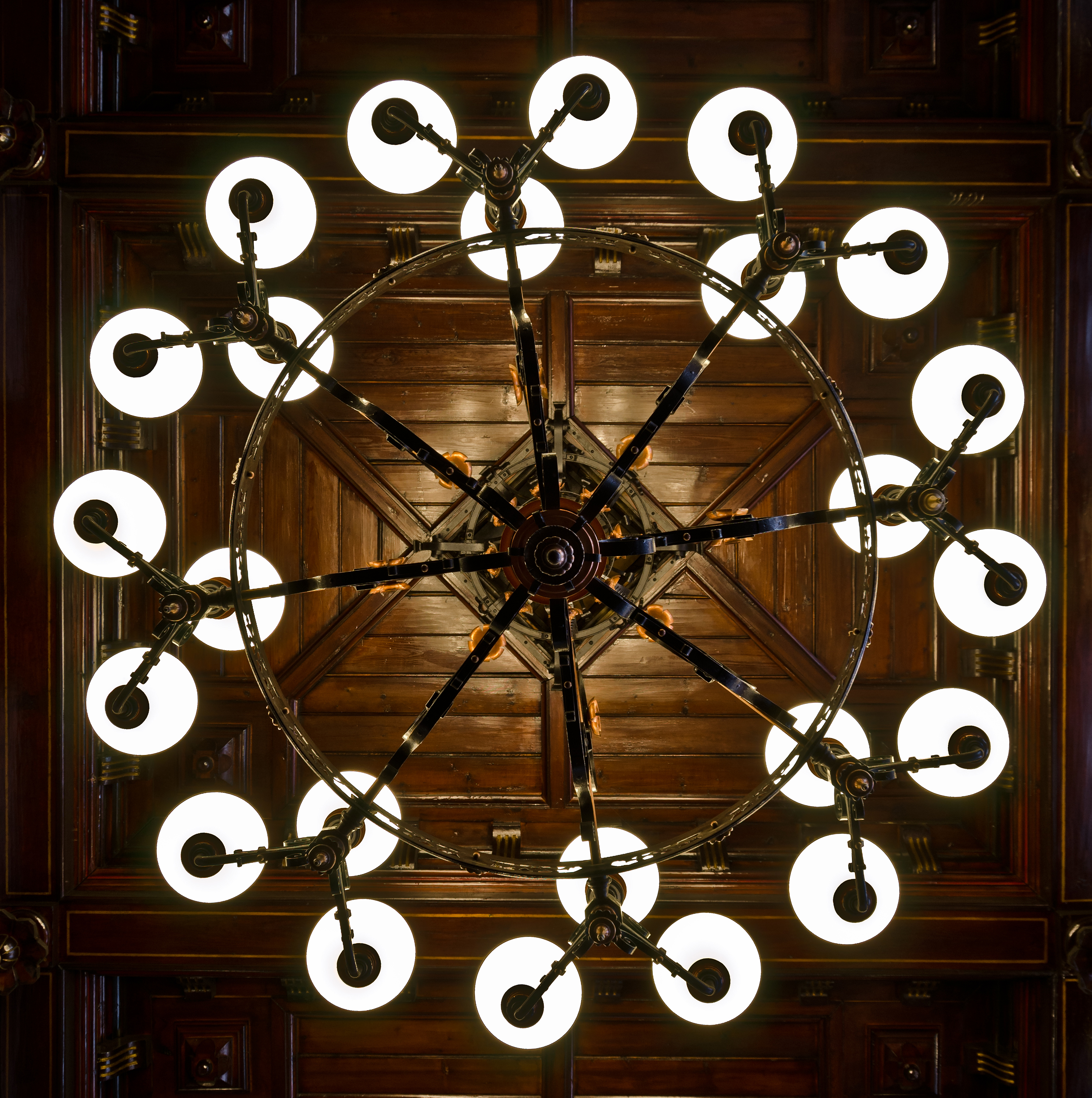
Żyrandol w Ratuszu w Kłodzku
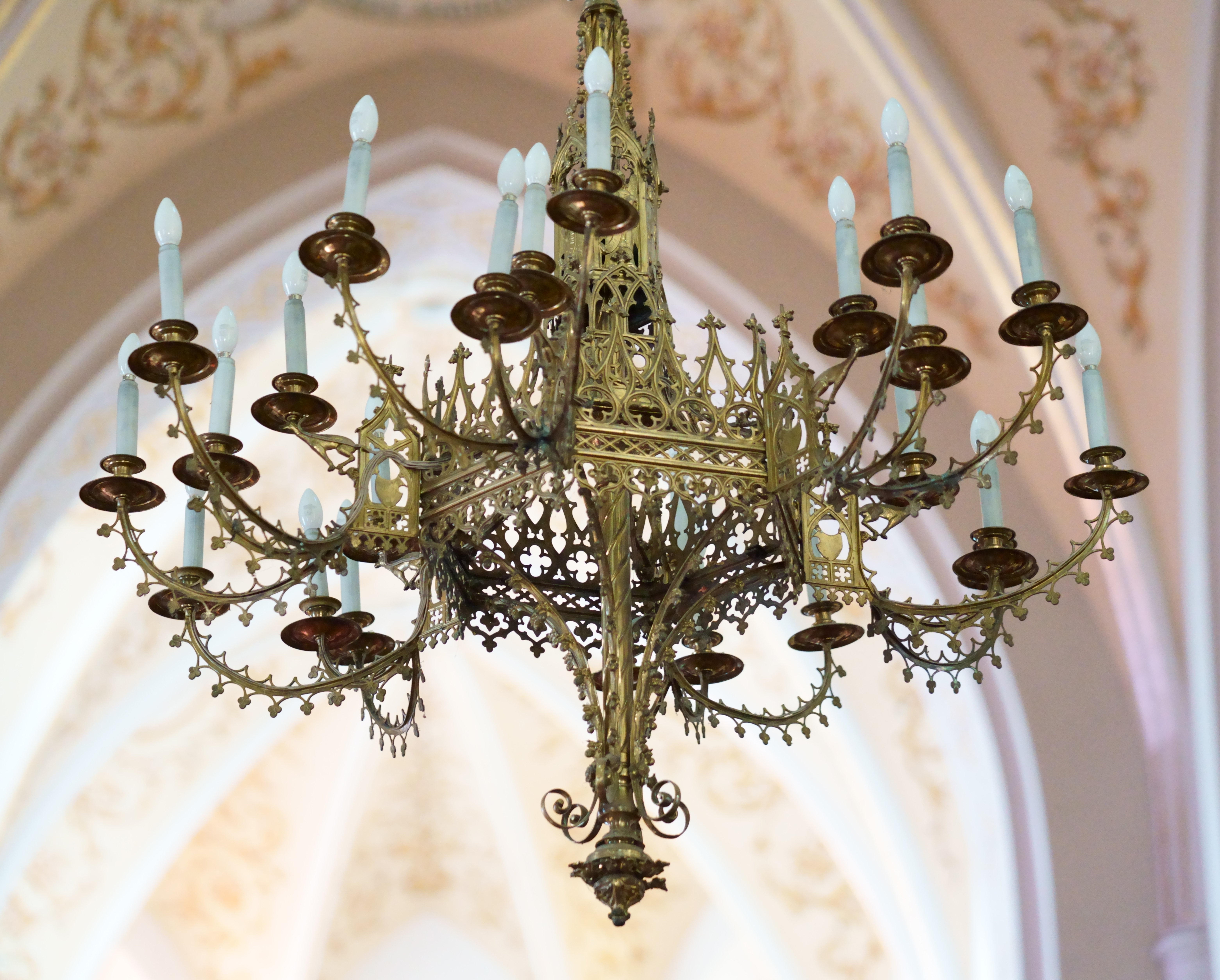
Żyrandol w kościele w Smardzowicach
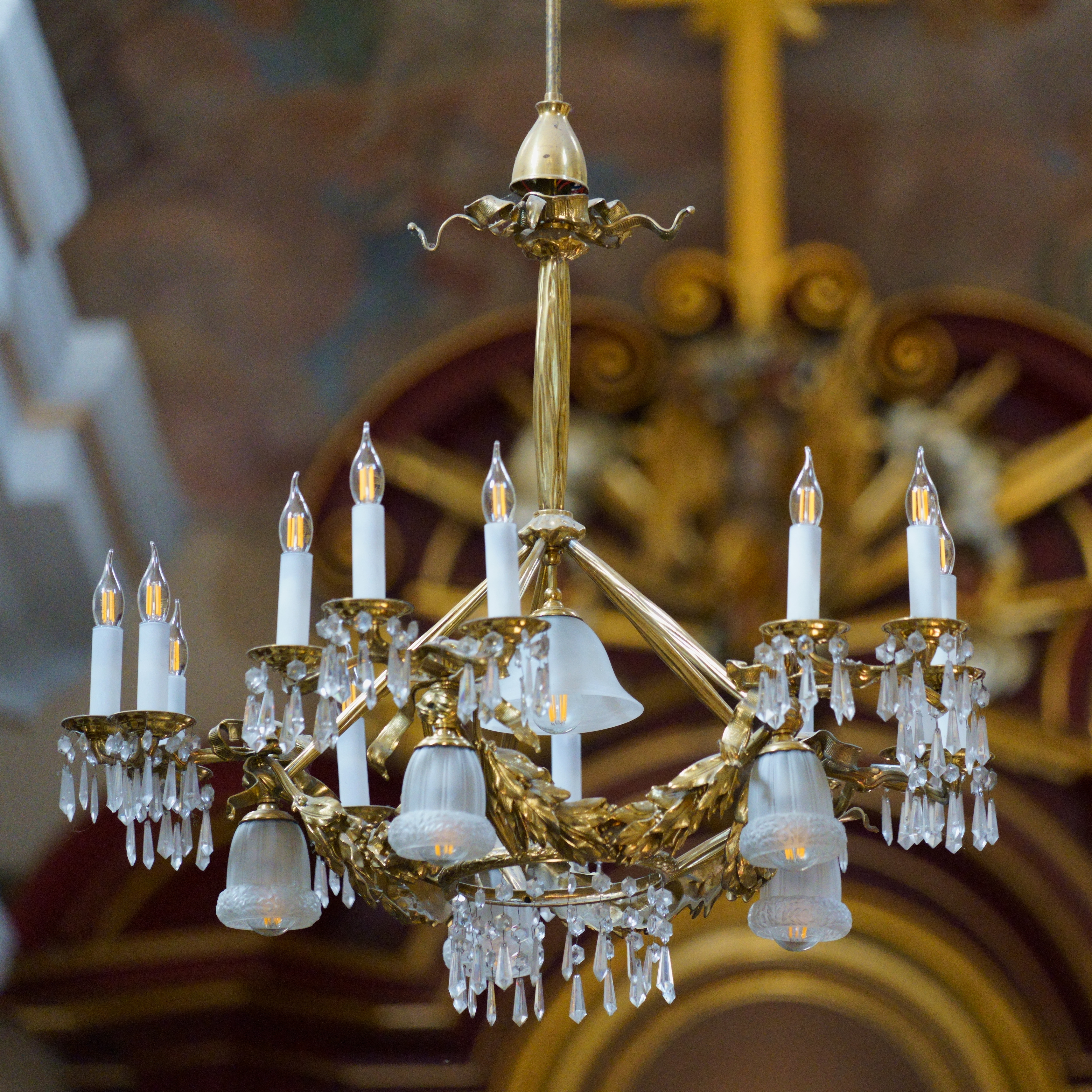
Żyrandol w kościele w Imbramowicach